# كاتسونوري كيكونو
كاتسونوري كيكونو (باليابانية: 菊野 克紀؛ مواليد 30 أكتوبر 1981) هو مُقاتل فنون قتالية مختلطة ياباني.

## وصلات خارجية
- كاتسونوري كيكونو على موقع يو إف سي (الإنجليزية)
- كاتسونوري كيكونو على موقع شيردوغ (الإنجليزية)
- كاتسونوري كيكونو على موقع IMDb (الإنجليزية)